# Taylor Booth (labdarúgó)
Taylor Booth (Eden, 2001. május 31. –) amerikai válogatott labdarúgó, a holland Utrecht középpályása.

## Pályafutása

### Klubcsapatokban
Booth az utahi Eden községben született. Az ifjúsági pályafutását a La Roca és a Real Salt Lake csapatában kezdte, majd a német Bayern München akadémiájánál folytatta.
2020-ban mutatkozott be a Bayern München tartalékkeretében. A 2020–21-es szezon második felében az osztrák St. Pöltennél szerepeltö kölcsönben. 2022. július 1-jén hároméves szerződést kötött a holland első osztályban szereplő Utrecht együttesével. Először a 2022. augusztus 6-ai, Waalwijk ellen 2–2-es döntetlennel zárult mérkőzésen lépett pályára. Első gólját 2022. november 6-án, Groningen ellen hazai pályán 2–1-re megnyert találkozón szerezte meg.

### A válogatottban
Booth az U16-os, az U17-es, az U18-as és az U19-es korosztályú válogatottakban is képviselte Amerikát.
2023-ban debütált a felnőtt válogatottban. Először a 2023. március 24-ei, Grenada ellen 7–1-re megnyert mérkőzés 64. percében, Giovanni Reynát váltva lépett pályára.

## Statisztikák
2023. május 21. szerint
| Klub                    | Szezon   | Osztály            | Bajnokság | Bajnokság | Kupa  | Kupa | Nemzetközi | Nemzetközi | Összesen | Összesen |
| Klub                    | Szezon   | Osztály            | Meccs     | Gól       | Meccs | Gól  | Meccs      | Gól        | Meccs    | Gól      |
| ----------------------- | -------- | ------------------ | --------- | --------- | ----- | ---- | ---------- | ---------- | -------- | -------- |
| St. Pölten (kölcsönben) | 2020–21  | Osztrák Bundesliga | 17        | 3         | 0     | 0    | —          | —          | 17       | 3        |
| Bayern München          | 2021–22  | Bundesliga         | 0         | 0         | 1     | 0    | —          | —          | 1        | 0        |
| Utrecht                 | 2022–23  | Eredivisie         | 24        | 2         | 3     | 0    | —          | —          | 27       | 2        |
| Összesen                | Összesen | Összesen           | 41        | 5         | 4     | 0    | 0          | 0          | 45       | 5        |

### A válogatottban
| Válogatott       | Év       | Pályára lépés | Gól |
| ---------------- | -------- | ------------- | --- |
| Egyesült Államok | 2023     | 2             | 0   |
| Összesen         | Összesen | 2             | 0   |

## Sikerei, díjai
Bayern München
- Bundesliga
  - Bajnok (1): 2021–22

- Német Szuperkupa
  - Győztes (1): 2021

Amerikai U17-es válogatott
- U17-es CONCACAF-bajnokság
  - Döntős (1): 2017

Egyéni
- Eredivisie – A Hónap Játékosa: 2022 november